# Bataille de Møn
Guerre de Scanie
Batailles
- Fehrbellin
- Jasmund
- Öland
- Halmstad
- Lund
- Fehmarn
- Malmö
- Køge
- Landskrona
- Marstrand
- Uddevalla
- Warksow
- Stralsund

La bataille de Møn ou de Lolland est livrée les 31 mai et 1er juin 1677 pendant la guerre de Scanie,. La marine danoise met en déroute une flotte suédoise et remporte l'une des victoires les plus éclatantes de son histoire.

## Histoire
Les Suédois cherchent à reprendre le contrôle de la mer Baltique. Une escadre commandée par l'amiral Erik Carlsson Sjöblad (en) part de Göteborg mais rencontre la flotte danoise de l'amiral Niels Juel, qui lui est supérieure à la fois en nombres de navires et de puissance de feu, le soir du 31 mai 1677. Après un bref combat et une poursuite qui dure jusqu'au lendemain matin, 8 des 12 navires suédois, dont le navire amiral de l'escadre, sont pris ou incendiés. Cette lourde défaite suédoise précède celle de la baie de Køge, qui confirme la suprématie danoise sur la Baltique.